# Jason Hervey
Jason Robert Hervey (Los Ángeles, 6 de abril de 1972) es un actor, productor de televisión y exagente de relaciones públicas estadounidense. Es conocido por su papel de Wayne Arnold en The Wonder Years.

## Familia
Hervey nació en Los Ángeles, hijo de Marsha, una agente de talentos, y Alan Herver, un gerente de ventas.

## Actuación
En sus inicios tuvo papeles pequeños en Back to the Future, La gran aventura de Pee-wee y Meatballs Part II, y como personaje recurrente en la temporada final de Diff'rent Strokes. Su papel más destacado fue en The Wonder Years, como hermano mayor del personaje interpretado por Fred Savage.
Este último papel lo llevó al espectáculo de Liga de la Justicia Ilimitada, donde apareció junto con Savage en el episodio «Hawk and Dove», donde Hervey dio voz a Don Hall, el pasivo hermano menor del personaje mayor y agresivo interpretado por Savage, totalmente opuesto a lo presentado en The Wonder Years.
Hervey dio voz a Eddie McDowd en el espectáculo de Nickelodeon llamado 100 Deeds for Eddie McDowd en la segunda temporada. Hizo una corta aparición en 1993 en el juego Return to Zork.